# Mario Savio
Mario Savio (Nova York, 8 de desembre de 1942 – Sebastopol, 6 de novembre de 1996) fou un activista americà i membre clau del Free Speech Movement de Berkeley. És considerat com una icona de la fase inicial del moviment de contracultura dels anys 1960.

## Biografia
Graduat per la Martin Van Buren High School de Queens, va estudiar al Manhattan College i al Queens College, fins que es va traslladar a Los Angeles amb els seus pares i es va matricular a la Universitat de Califòrnia, Berkeley. Va ser arrestat en participar en uns aldarulls contra la San Francisco Hotel Association per excloure negres de feines no servils; dins la presó, un company de cel·la va proposar-li anar a Mississipi a l'estiu per ajudar en un projecte de Drets civils. Durant l'estiu de 1964, es va unir al projecte Freedom Summer a Mississipi i es va implicar ajudant al registre d'afroamericans estatunidencs per poder votar. També va fer de mestre a una escola lliure per nens negres a McComb, Mississipi. El juliol, Savio, un altre activista pels drets civils blanc i un negre caminaven per una carretera a Jackson i van ser atacats per dos homes; es va arxivar l'informe policial. El cas va estar paralitzat fins que el President Lyndon Baines Johnson va permetre al FBI investigar-ho de nou, com una violació dels drets civils.
Savio va retornar a Berkeley i va intentar aconseguir fons pel Student Nonviolent Coordinating Committee però va trobar-se que la policia havia prohibit tota activitat política i tota recaptació de fons a les universitats. Va participar en una la protesta en el campus de Berkeley que va començar l'1 d'octubre de 1964 i que va ser l'inici dels seus apassionats discursos multitudinaris. Va ser el dirigent del Free Speech Movement (Moviment pro llibertat d'expressió). En el Sproul Hall de la Universitat de Califòrnia, el 2 de desembre de 1964, va fer el discurs davant de 4000 persones on va dir la que ha esdevingut la seva frase més coneguda: «poseu els cossos sobre l'engranatge de la màquina». Ell i d'altres 800 persones van ser arrestades; el 1967, va ser sentenciat a 120 dies a Santa Rita Jail. Va dir als reporters que «ho faria un altre cop».
El 1965 es va casar amb Suzanne Goldberg, a qui havia conegut en el Free Speech Movement, dos mesos més tard es va mudar a Anglaterra en ser-li atorgada una beca a la Universitat d'Oxford. Savio no va acabar els estudis i van tornar a Califòrnia el 1966. El 1968, va presentar-se per senador estatal de Alameda pel Peace and Freedom Party. El 1980 va tornar a estudiar a la San Francisco State University, el 1984, va rebre un summa cum laude en Física i es va graduar el 1989. Un any més tard es va mudar al Sonoma County, on va exercir com a mestre de matemàtiques, filosofia i lògica a la Sonoma State University.

## Controvèrsia
El 1999, els mitjans de comunicació van revelar que Savio havia estat sota vigilància pel Federal Bureau of Investigation més d'una dècada «perquè havia sorgit com a líder estudiantil més important de la nació». No hi havia cap evidència que hagués sigut una amenaça o que hagués tingut qualsevol connexió amb el Partit Comunista, però l'FBI va decidir que calia vigilar-lo en pensar que pugues inspirar als estudiants a rebel·lar-se. La investigació finalment va acabar a principis de 1975 i, en contrapartida, es va iniciar una investigació sobre l'abús de poder del FBI, ja que: «La investigació de l'FBI de Savio [era] una pèrdua de diners i una invasió de la privacitat» segons paraules de la seva exdona.

## Llegat
Es va fer un Memorial Lecture Fund en honor de Mario Savio després de la seva mort, amb conferenciants coneguts com a Howard Zinn, Winona LaDuke, Christopher Hitchens, Adam Hochschild, Angela Davis o Naomi Klein, entre d'altres, i es va crear el Young Activist Award en honor un excepcional jove activista amb un compromís profund pels drets humans, la justícia social i les qualitats de lideratge, creativitat i la integritat.